# テル・ハラフ
テル・ハラフ（Tell Halaf、アラビア語： تل حلف ）はシリア北東部のハサカ県にある新石器時代の考古遺跡。トルコとの国境付近にあり、国境の反対側はシャンルウルファ県にあたる。この遺跡からは、幾何学模様や動物模様の描かれた、釉薬の塗られた陶器が見つかっており、こうした特徴のある新石器文化はテル・ハラフの名をとってハラフ文化（Halafian culture、ハラフィアン文化）と呼ばれるようになった。遺跡は紀元前6千年紀に遡り、後にアラム人の都市国家グザナ（Guzana、もしくはゴザン Gozan）が同じ場所に造られた。

## 発掘

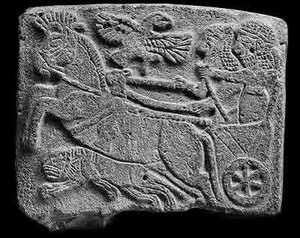
テル・ハラフから見つかった狩りを描いた玄武岩製の浮き彫り（紀元前850年から830年頃）

遺跡はハブール川の肥沃な河谷に位置するラース・アル＝アイン（R'as al 'Ayn）の街の近くにあり、ハブール川が遺跡を貫いて流れている。ラース・アル・アインのすぐ北側にはトルコの国境線があり、トルコのジェイランプナル（Ceylanpınar）の街と隣同士になっている。ラース・アル・アインの近くにはミタンニ王国の首都ワシュカンニ（Washukanni）と推定されているテル・エル・ファハリヤの遺跡もある。テル・ハラフとはアラビア語の地名で、「テル」は丘（遺丘）を意味し、「テル・ハラフ」で「昔の街でできた丘」を意味する。新石器時代当時の住民がこの地を何と呼んでいたかは分からない。
1899年、ドイツの外交官で考古学者のマックス・フォン・オッペンハイム男爵（Max von Oppenheim）が、当時オスマン帝国の支配下にあったこの地でバグダード鉄道敷設予定地の調査中に遺跡を発見した。彼は遺跡発掘のためにこの地へ戻り、1911年から1913年にかけて発掘を行い、第一次世界大戦での中断を挟んで1929年に再度発掘を行った（この時期はフランス委任統治領シリアの一部であった）。
フォン・オッペンハイムは発見された遺物の多くをベルリンに持ち帰り、発掘した遺物の展示収蔵のためにテル・ハラフ博物館を設立したが、第二次世界大戦のベルリン大空襲で建物は破壊され、収蔵されていた遺物のほとんどは損傷するか粉々になった。これは中近東考古学史上の最悪の損失の一つであった。しかし80平方メートル分の玄武岩の破片が後に廃墟から見つかり、ペルガモン博物館に収容された。2001年には損傷した遺物多数の再構築をめざす修復計画が始まり、一部は2011年の完了し再展示されている。また2006年には新たにシリア・ドイツ合同の発掘調査が始まっている。

## 歴史
テル・ハラフはハラフ文化（ハラフィアン文化）の標式遺跡である。ハラフ文化は紀元前6000年から紀元前5500年頃に北メソポタミア・シリア・アナトリアなど「肥沃な三日月地帯」で始まった有土器新石器時代（Pottery Neolithic）の文化で、テル・ハラフ遺跡も概ねこの時期（紀元前6000年から紀元前5300年頃、「ハラフ期」）に栄えており、この間に大きな中断の時期はない。メソポタミア北部のハラフ文化は、紀元前5000年頃にメソポタミア南部から広がったウバイド文化に継承され、テル・ハラフは長い間放棄された。
紀元前10世紀、シロ・ヒッタイト国家群（新ヒッタイト）に属するアラム人の小王国ビト・バヒアニ（Bit Bahiani）の王たちがテル・ハラフの場所に本拠を置き、「ゴザン」（Gozan）、またはアッカド語で「グザナ」（Guzāna）と呼ばれる都市を築いた。カパラ王（Kapara）は、浮き彫りをしたオーソスタット（orthostat、壁の下部を覆う石製の腰羽目板）や彫像など、華麗な装飾を施した新ヒッタイト様式の宮殿（ヒラニ宮殿 Hilani と呼ばれている）を建設している。
紀元前894年、アッシリアの王アダド・ニラリ2世時代の粘土板文書では、グザナはアラム人の都市国家で属国であるとして記録されている。紀元前808年には、グザナの街とその周囲の領域はアッシリア帝国の州となった。城塞の丘の東半分に宮殿があったが、これが州の知事の居城となった。旧約聖書の列王記では、アッシリアのシャルマネセル5世によってサマリアから連行されたイスラエル王国の捕囚がゴザン（グザナ）を含むハブール川流域の各地に移住させられたことについても触れられている（列王記下17章6節、同18章11節）。グザナの街はアッシリア帝国の崩壊を生き延び、古代ローマやパルティアが争う時代まで都市として存続した。プトレマイオスはこの町を「ガフザニス」（Γαυζανις）と書いている。

## 文化

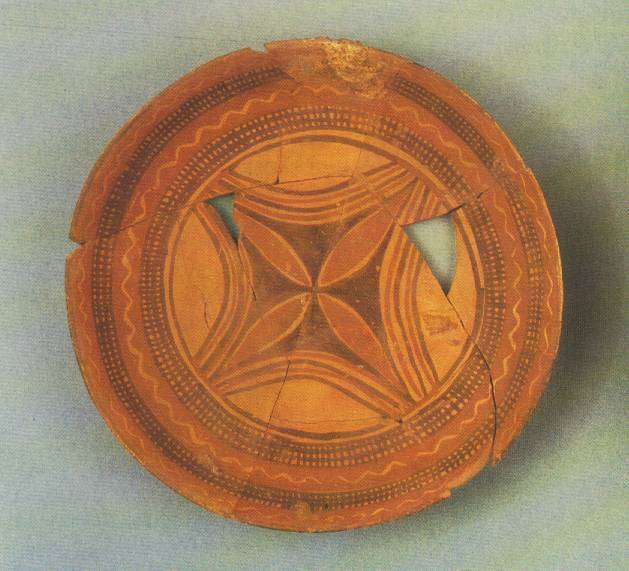
ハラフ式彩文土器

周囲は乾燥地帯であり、住民は雨水に頼り灌漑は行わない乾燥地農業（Dryland farming）を行った。エンマーコムギ（二粒系コムギの一種）や二条オオムギ、亜麻などが栽培されていた。またヒツジやヤギといった家畜も飼育していた。
ハラフ式の陶器（土器）はニネヴェやテペ・ガウラ（Tepe Gawra）、チャガル・バザール（Chagar Bazar）などメソポタミア北部の広い地域で発見されているほか、アナトリアの各地でも発見されており、ハラフ文化の広がりがうかがわれる。またハラフ文化の共同体では、半焼きの粘土や石で小さな女性像が作られたほか、粘土に押すための石でできた印章なども作っていた。こうした印章は私有財産の概念の発達にともなうものと見られ、後の文化でも同様の用途のものが見られる。ハラフ文化では道具は粘土や石から作られ、銅は知られてはいたものの、加工して道具に使ったりはしなかった。

### 彩文土器
テル・ハラフから発見された最も有名で特徴的な陶器は「ハラフ式彩文土器」（ハラフ・ウェア）と呼ばれるもので、職人が作ったと見られ、多くは二色以上の色で動物の文様や幾何学文様が塗られている。その他の様式の土器には、調理用の土器や表面を良く磨いた磨研土器などがあり、中には彩色されていないものもある。
このような独特の土器・陶器が発達した理由については多くの理論が唱えられている。例えば、地域間で模倣が行われた結果によるものという説、また各地の支配階級同士で権威を表す品として交換されたという説などがあり論争になっている。ハラフ式彩文土器は、これまで輸出用などに特別に作られた「交易用陶器」であると考えられてきたが、ハラフ文化の遺跡のうち土器職人の住居が見られる遺跡の全てで地元製の彩文土器が顕著に見られることから、この説には疑問が投げかけられている。

### 建物

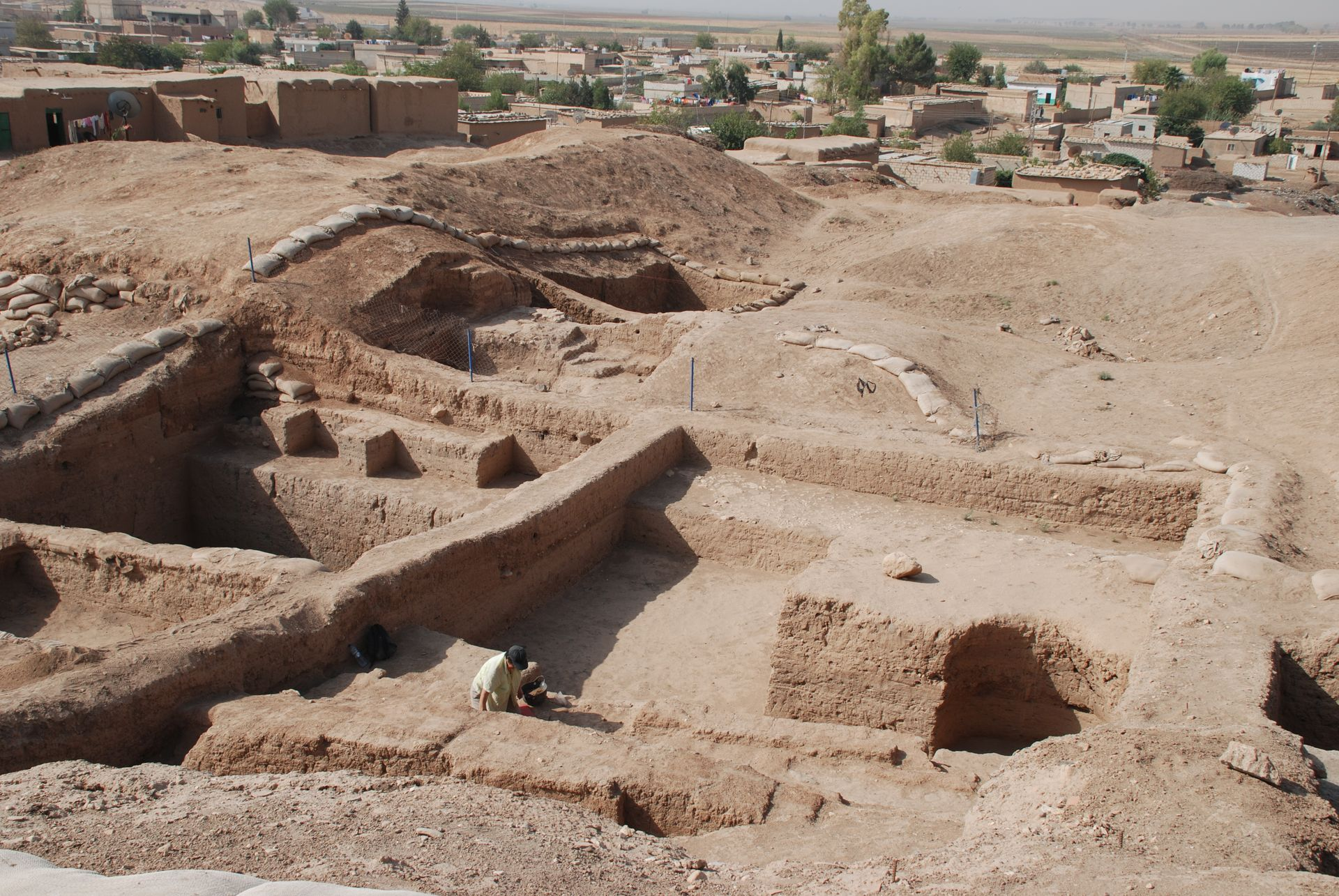
テル・ハラフ遺跡南部、西宮殿（ヒラニ）の跡

ハラフの先史時代の集落に対する広範囲な発掘は行われていないが、建物や構造物のいくつかは発掘されている。「アルパチャのトロス」（tholoi of Arpachiyah）と呼ばれる、ギリシャの円形墳墓（トロス、tholos tomb）に似た構造物は、内部が円形のドーム構造であり細長い長方形の前室を通って入るようになっているが、これまでほんの少ししか発掘されていない。なかには石の基礎の上に泥でできたレンガを載せて作ったものもあり、うち一つは中から大量の女性像が見つかったこともあり儀式用と見られる。その他の円形構造物は普通の住居と見られる。
歴史時代に入ると、盛り土がアラム人やアッシリア人の都市の城塞に使われた。その下に広がる街は南北600m、東西1,000mにわたって広がる。城塞の丘は宮殿やその他行政用の建物が建っていた。中でも有名なものは「ヒラニ」の宮殿、または西の宮殿と呼ばれるもので、装飾の豊かさが特徴である。北東の宮殿と呼ばれる建物はアッシリア帝国の知事の住まいである。また、下に広がる市街地からはアッシリア式の神殿も見つかっている。